# Jordy Caicedo
Jordy Josué Caicedo Medina (Machala, Ecuador, 18 de noviembre de 1997) es un futbolista ecuatoriano. Juega de delantero y su equipo actual es el Real Sporting de Gijón de la Segunda División de España.

## Trayectoria

### Deportivo Azogues
Comenzó su carrera con el Deportivo Azogues en 2014.

### Universidad Católica
En 2015 pasó a la Universidad Católica, donde debutó en la Serie A.

### El Nacional
En 2019 llega al Club Deportivo El Nacional dónde tuvo destacadas actuaciones en el torneo local.

### Vitória
Entre 2019 y 2020 jugó en el Esporte Clube Vitória de la Serie B de Brasil.

### CSKA Sofía

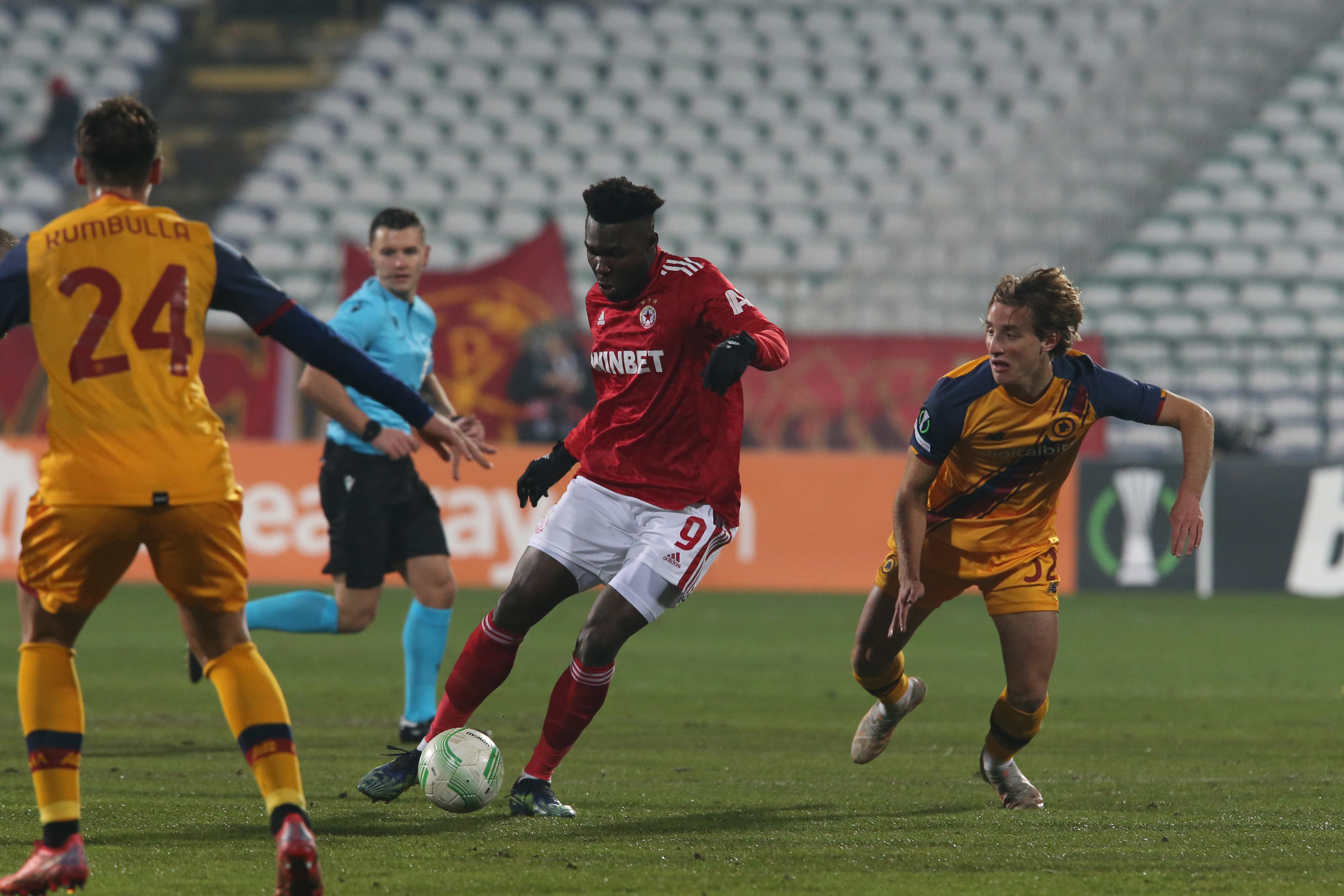
Jordy Caicedo en un partido de la Liga Europa Conferencia de la UEFA entre CSKA Sofía y la Roma.

En 2021 es fichado por el CSKA Sofía de la Primera Liga de Bulgaria, fue anunciado por el club búlgaro el 5 de febrero de 2021, siendo esta su segunda experiencia internacional y la primera en Europa.

### Tigres UANL
El 4 de julio de 2022 se confirmó su llegada a Tigres de la UANL de la Primera División de México. En 2023 el club lo cede a préstamo por seis meses al Sivasspor de Turquía. En julio de 2023 es cedido nuevamente por una temporada al Atlas Fútbol Club de México.

### Real Sporting de Gijón
El 15 de julio de 2024 fue presentado en el Real Sporting de Gijón de la Segunda División de España.

## Selección nacional
Integró la selección sub-20 de Ecuador en el año 2017. En el Sudamericano de Ecuador colaboró para que la selección anfitriona lograra un histórico segundo puesto. Ya en el Mundial de Corea del Sur, el equipo no pudo repetir la actuación que tuvo en el Sudamericano y quedó eliminada en primera ronda.
El 29 de mayo de 2024, fue incluido en la lista de 26 futbolistas convocados por Félix Sánchez Bas para su participación en la Copa América 2024.

### Categorías inferiores

#### Participaciones en Sudamericanos
| Campeonato                  | Sede    | Resultado  | Partidos | Goles |
| --------------------------- | ------- | ---------- | -------- | ----- |
| Sudamericano Sub-20 de 2017 | Ecuador | Subcampeón | 9        | 3     |

#### Participaciones en Copas del Mundo
| Campeonato                  | Sede          | Resultado      | Partidos | Goles |
| --------------------------- | ------------- | -------------- | -------- | ----- |
| Copa Mundial Sub-20 de 2017 | Corea del Sur | Fase de grupos | 3        | 1     |

### Selección absoluta

#### Participaciones en eliminatorias
| Eliminatorias      | Sede            | Resultado   | Partidos | Goles |
| ------------------ | --------------- | ----------- | -------- | ----- |
| Eliminatorias 2022 | América del Sur | Clasificado | 6        | 1     |
| Eliminatorias 2026 | América del Sur | Clasificado | 2        | 0     |

#### Participaciones en Copa América
| Copa              | Sede           | Resultado        | Partidos | Goles |
| ----------------- | -------------- | ---------------- | -------- | ----- |
| Copa América 2021 | Brasil         | Cuartos de final | 2        | 0     |
| Copa América 2024 | Estados Unidos | Cuartos de final | 3        | 0     |

### Partidos internacionales
Actualizado al último partido disputado el 4 de julio de 2024.
| \| N.° \| Fecha \| Ciudad \| Rival \| Resultado \| Resultado \| Competencia \| \| --- \| ----------------------- \| --------------- \| ---------- \| ------------ \| --------- \| ----------------------------------- \| \| 1. \| 4 de junio de 2021 \| Porto Alegre \| Brasil \| 0-2 \| Derrota \| Eliminatorias al Mundial Catar 2022 \| \| 2. \| 8 de junio de 2021 \| Quito \| Perú \| 1-2 \| Derrota \| Eliminatorias al Mundial Catar 2022 \| \| 3. \| 13 de junio de 2021 \| Cuiabá \| Colombia \| 0-1 \| Derrota \| Copa América 2021 \| \| 4. \| 23 de junio de 2021 \| Goiânia \| Perú \| 2-2 \| Empate \| Copa América 2021 \| \| 5. \| 11 de noviembre de 2021 \| Quito \| Venezuela \| 1-0 \| Victoria \| Eliminatorias al Mundial Catar 2022 \| \| 6. \| 1 de febrero de 2022 \| Lima \| Perú \| 1-1 \| Empate \| Eliminatorias al Mundial Catar 2022 \| \| 7. \| 24 de marzo de 2022 \| Ciudad del Este \| Paraguay \| 1-3 \| Derrota \| Eliminatorias al Mundial Catar 2022 \| \| 8. \| 29 de marzo de 2022 \| Guayaquil \| Argentina \| 1-1 \| Empate \| Eliminatorias al Mundial Catar 2022 \| \| 9. \| 5 de junio de 2022 \| Chicago \| México \| 0-0 \| Empate \| Amistoso \| \| 10. \| 11 de junio de 2022 \| Fort Lauderdale \| Cabo Verde \| 1-0 \| Victoria \| Amistoso \| \| 11. \| 12 de octubre de 2023 \| La Paz \| Bolivia \| 2-1 \| Victoria \| Eliminatorias al Mundial 2026 \| \| 12. \| 17 de octubre de 2023 \| Quito \| Colombia \| 0-0 \| Empate \| Eliminatorias al Mundial 2026 \| \| 13. \| 21 de marzo de 2024 \| Harrison \| Guatemala \| 2-0 \| Victoria \| Amistoso \| \| 14. \| 12 de junio de 2024 \| Chester \| Bolivia \| 3-1 \| Victoria \| Amistoso \| \| 15. \| 22 de junio de 2024 \| Santa Clara \| Venezuela \| 1-2 \| Derrota \| Copa América 2024 \| \| 16. \| 26 de junio de 2024 \| Paradise \| Jamaica \| 3-1 \| Victoria \| Copa América 2024 \| \| 17. \| 4 de julio de 2024 \| Houston \| Argentina \| 1-1 (2-4 p.) \| Empate \| Copa América 2024 \| |                         |                 |            |              |           |                                     |
| N.° | Fecha                   | Ciudad          | Rival      | Resultado    | Resultado | Competencia                         |
| 1. | 4 de junio de 2021      | Porto Alegre    | Brasil     | 0-2          | Derrota   | Eliminatorias al Mundial Catar 2022 |
| 2. | 8 de junio de 2021      | Quito           | Perú       | 1-2          | Derrota   | Eliminatorias al Mundial Catar 2022 |
| 3. | 13 de junio de 2021     | Cuiabá          | Colombia   | 0-1          | Derrota   | Copa América 2021                   |
| 4. | 23 de junio de 2021     | Goiânia         | Perú       | 2-2          | Empate    | Copa América 2021                   |
| 5. | 11 de noviembre de 2021 | Quito           | Venezuela  | 1-0          | Victoria  | Eliminatorias al Mundial Catar 2022 |
| 6. | 1 de febrero de 2022    | Lima            | Perú       | 1-1          | Empate    | Eliminatorias al Mundial Catar 2022 |
| 7. | 24 de marzo de 2022     | Ciudad del Este | Paraguay   | 1-3          | Derrota   | Eliminatorias al Mundial Catar 2022 |
| 8. | 29 de marzo de 2022     | Guayaquil       | Argentina  | 1-1          | Empate    | Eliminatorias al Mundial Catar 2022 |
| 9. | 5 de junio de 2022      | Chicago         | México     | 0-0          | Empate    | Amistoso                            |
| 10. | 11 de junio de 2022     | Fort Lauderdale | Cabo Verde | 1-0          | Victoria  | Amistoso                            |
| 11. | 12 de octubre de 2023   | La Paz          | Bolivia    | 2-1          | Victoria  | Eliminatorias al Mundial 2026       |
| 12. | 17 de octubre de 2023   | Quito           | Colombia   | 0-0          | Empate    | Eliminatorias al Mundial 2026       |
| 13. | 21 de marzo de 2024     | Harrison        | Guatemala  | 2-0          | Victoria  | Amistoso                            |
| 14. | 12 de junio de 2024     | Chester         | Bolivia    | 3-1          | Victoria  | Amistoso                            |
| 15. | 22 de junio de 2024     | Santa Clara     | Venezuela  | 1-2          | Derrota   | Copa América 2024                   |
| 16. | 26 de junio de 2024     | Paradise        | Jamaica    | 3-1          | Victoria  | Copa América 2024                   |
| 17. | 4 de julio de 2024      | Houston         | Argentina  | 1-1 (2-4 p.) | Empate    | Copa América 2024                   |

### Goles internacionales
| \| N.° \| Fecha \| Lugar \| Rival \| Gol \| Resultado \| Resultado \| Competición \| \| --- \| ------------------- \| ------------------------------------------------- \| ---------- \| --- \| --------- \| --------- \| -------------------------- \| \| 1. \| 24 de marzo de 2022 \| Estadio Antonio Aranda, Ciudad del Este, Paraguay \| Paraguay \| 1–3 \| 1–3 \| Derrota \| Eliminatorias Mundial 2022 \| \| 2. \| 11 de junio de 2022 \| DRV PNK Stadium, Fort Lauderdale, Estados Unidos \| Cabo Verde \| 1–0 \| 1–0 \| Victoria \| Amistoso \| \| 3. \| 12 de junio de 2024 \| Subaru Park, Chester, Estados Unidos \| Bolivia \| 3–0 \| 3–1 \| Victoria \| Amistoso \| |                     |                                                   |            |     |           |           |                            |
| N.° | Fecha               | Lugar                                             | Rival      | Gol | Resultado | Resultado | Competición                |
| 1. | 24 de marzo de 2022 | Estadio Antonio Aranda, Ciudad del Este, Paraguay | Paraguay   | 1–3 | 1–3       | Derrota   | Eliminatorias Mundial 2022 |
| 2. | 11 de junio de 2022 | DRV PNK Stadium, Fort Lauderdale, Estados Unidos  | Cabo Verde | 1–0 | 1–0       | Victoria  | Amistoso                   |
| 3. | 12 de junio de 2024 | Subaru Park, Chester, Estados Unidos              | Bolivia    | 3–0 | 3–1       | Victoria  | Amistoso                   |

## Estadísticas

### Clubes
Actualizado al último partido disputado el 18 de agosto de 2025.
| Club                            | Div.          | Temporada     | Liga  | Liga  | Copas nacionales | Copas nacionales | Copas internacionales | Copas internacionales | Total | Total | Prom. |
| Club                            | Div.          | Temporada     | Part. | Goles | Part.            | Goles            | Part.                 | Goles                 | Part. | Goles | Prom. |
| ------------------------------- | ------------- | ------------- | ----- | ----- | ---------------- | ---------------- | --------------------- | --------------------- | ----- | ----- | ----- |
| Deportivo Azogues · Ecuador     | 2.ª           | 2014          | 7     | 2     | Inexistentes     | Inexistentes     | Inexistentes          | Inexistentes          | 7     | 2     | 0.29  |
| Deportivo Azogues · Ecuador     | Total club    | Total club    | 7     | 2     | 0                | 0                | 0                     | 0                     | 7     | 2     | 0.29  |
| Universidad Católica · Ecuador  | 1.ª           | 2015          | 4     | 0     | Inexistentes     | Inexistentes     | —                     | —                     | 4     | 0     | 0.00  |
| Universidad Católica · Ecuador  | 1.ª           | 2016          | 11    | 2     | Inexistentes     | Inexistentes     | 2                     | 0                     | 13    | 2     | 0.15  |
| Universidad Católica · Ecuador  | 1.ª           | 2017          | 25    | 3     | Inexistentes     | Inexistentes     | 3                     | 1                     | 28    | 4     | 0.14  |
| Universidad Católica · Ecuador  | 1.ª           | 2018          | 14    | 0     | Inexistentes     | Inexistentes     | —                     | —                     | 14    | 0     | 0.00  |
| Universidad Católica · Ecuador  | Total club    | Total club    | 54    | 5     | 0                | 0                | 5                     | 1                     | 59    | 6     | 0.10  |
| El Nacional · Ecuador           | 1.ª           | 2019          | 13    | 7     | 3                | 1                | Inexistentes          | Inexistentes          | 16    | 8     | 0.50  |
| El Nacional · Ecuador           | Total club    | Total club    | 13    | 7     | 3                | 1                | 0                     | 0                     | 16    | 8     | 0.50  |
| E. C. Vitória · Brasil          | 2.ª           | 2019          | 21    | 6     | 0                | 0                | Inexistentes          | Inexistentes          | 21    | 6     | 0.29  |
| E. C. Vitória · Brasil          | 2.ª           | 2020          | 21    | 1     | 3                | 2                | Inexistentes          | Inexistentes          | 24    | 3     | 0.13  |
| E. C. Vitória · Brasil          | Total club    | Total club    | 42    | 7     | 3                | 2                | 0                     | 0                     | 45    | 9     | 0.20  |
| CSKA Sofía Bulgaria             | 1.ª           | 2020-21       | 14    | 6     | 5                | 3                | —                     | —                     | 19    | 9     | 0.47  |
| CSKA Sofía Bulgaria             | 1.ª           | 2021-22       | 28    | 16    | 6                | 5                | 11                    | 1                     | 45    | 22    | 0.49  |
| CSKA Sofía Bulgaria             | Total club    | Total club    | 42    | 22    | 11               | 8                | 11                    | 1                     | 64    | 31    | 0.48  |
| Tigres de la UANL · México      | 1.ª           | 2022-23       | 16    | 1     | 0                | 0                | 0                     | 0                     | 16    | 1     | 0.06  |
| Tigres de la UANL · México      | Total club    | Total club    | 16    | 1     | 0                | 0                | 0                     | 0                     | 16    | 1     | 0.06  |
| Sivasspor Turquía               | 1.ª           | 2022-23       | 14    | 3     | 1                | 0                | 2                     | 0                     | 17    | 3     | 0.18  |
| Sivasspor Turquía               | Total club    | Total club    | 14    | 3     | 1                | 0                | 2                     | 0                     | 17    | 3     | 0.18  |
| Atlas F. C. · México            | 1.ª           | 2023-24       | 25    | 5     | 0                | 0                | 3                     | 2                     | 28    | 7     | 0.25  |
| Atlas F. C. · México            | Total club    | Total club    | 25    | 5     | 0                | 0                | 3                     | 2                     | 28    | 7     | 0.25  |
| Real Sporting de Gijón · España | 2.ª           | 2024-25       | 23    | 2     | 2                | 0                | —                     | —                     | 25    | 2     | 0.08  |
| Real Sporting de Gijón · España | 2.ª           | 2025-26       | 1     | 0     | 0                | 0                | —                     | —                     | 1     | 0     | 0     |
| Real Sporting de Gijón · España | Total club    | Total club    | 24    | 2     | 2                | 0                | 0                     | 0                     | 26    | 2     | 0.08  |
| Total carrera                   | Total carrera | Total carrera | 237   | 54    | 20               | 11               | 21                    | 4                     | 278   | 69    | 0.25  |
| 1. 2. 3.                        |               |               |       |       |                  |                  |                       |                       |       |       |       |

## Palmarés

### Campeonatos nacionales
| Título           | Club       | País     | Año  |
| ---------------- | ---------- | -------- | ---- |
| Copa de Bulgaria | CSKA Sofía | Bulgaria | 2021 |

### Distinciones individuales
| Distinción                                              | Año     |
| ------------------------------------------------------- | ------- |
| Mejor jugador extranjero de la Primera Liga de Bulgaria | 2021-22 |